# بيل هنتر (صحفي)
بيل هنتر (بالإنجليزية: Bill Hunter) هو صحفي أمريكي، ولد في 1929 في ويتشيتا فولز في الولايات المتحدة، وتوفي في 23 أبريل 1964 في لونغ بيتش في الولايات المتحدة بسبب إصابة بعيار ناري.